# Víti (Askja)
Pour les articles homonymes, voir Víti.
Víti est un lac situé sur les Hautes Terres d'Islande. 

## Description
Le lac est un cratère volcanique rempli d'eau situé sur le bord nord-est du lac Öskjuvatn qui occupe la caldeira la plus centrale de l'Askja.
Il s'est formé en 1875 à la suite d'une énorme éruption volcanique et certaines parties sont encore en ébullition. L'eau du lac Víti est d'environ 25 °C. Selon certains sites, la baignade est déconseillée à cause de la présence de dioxyde de carbone qui peut provoquer l'évanouissement des nageurs.